# Straßenbahn Kyōto–Ōtsu
Die Straßenbahn Kyōto–Ōtsu ist das Überlandstraßenbahnnetz zwischen Kyōto und Ōtsu auf der Insel Honshū in Japan. Es wird durch die Privatgesellschaft Keihan Denki Tetsudō K.K. (japanisch 京阪電気鉄道株式会社) unter dem Begriff Ōtsu-Linie(n) (大津線 Ōtsu-sen) betrieben und ist heute mit einer stark eisenbahnähnlichen Infrastruktur als Stadtbahn ausgeführt.
Es besteht aus zwei Linien, die sich in Ōtsu treffen. Die Ishiyama-Sakamoto-Linie (石山坂本線, ~-sen) führt in einiger Entfernung parallel zum Ufer des Biwa-Sees von Sakamoto im Norden über Ōtsu bis Ishiyamadera im Süden. An der Station Hama-Ōtsu (浜大津) beginnt die nach Kyōto führende Keishin-Linie (京津線, Keishin-sen), welche am Bahnhof Misasagi (御陵) nahtlos in das städtische U-Bahn-Netz übergeht und so bis in die Innenstadt durchgebunden wird.
Die einzigen straßenbündigen Abschnitte des Netzes befinden sich westlich von Hama-Ōtsu und sind jeweils unter 1 km lang.
Als erste wurde die Strecke von Kyōto nach Ōtsu 1912 errichtet, und zwar vollständig als Überlandstraßenbahn; erst 1997 stellte man den Abschnitt von Misasagi bis zum Bahnhof Sanjō (三条) nach Fertigstellung des U-Bahntunnels ein. Eine kurze Verlängerung durch Ōtsu erfolgte 1925.
Die Strecke nach Ishiyama wurde 1913/14 erbaut und bis 1927 nach Sakamoto erweitert. Beide Strecken wurden bereits ab 1946 in Hama-Ōtsu miteinander verbunden, die heutige Anlage entstand aber erst 1981. Die ab 1915 in Sanjō erreichbare Überlandstraßenbahn nach Osaka derselben Gesellschaft wurde nach Umwandlung in eine Eisenbahn und teilweise Verlegung in einen Tunnel 1987 an der Oberfläche eingestellt.
Der Betrieb auf der Ishiyama-Sakamoto-Linie wird mit insgesamt 15 kurzgekuppelten Zwei-Wagen-Zügen zweier Baureihen durchgeführt.
Auf der Strecke nach Kyōto kommen acht vierteilige Stadtbahnwagen des Typs 800 von Kawasaki zum Einsatz. Diese sind tunnelgängig und können auch uneingeschränkt im U-Bahn-Netz der Stadt Kyōto eingesetzt werden, während hingegen die U-Bahn-Triebwagen des Betriebs nicht für den Straßenbahnbetrieb zugelassen sind.

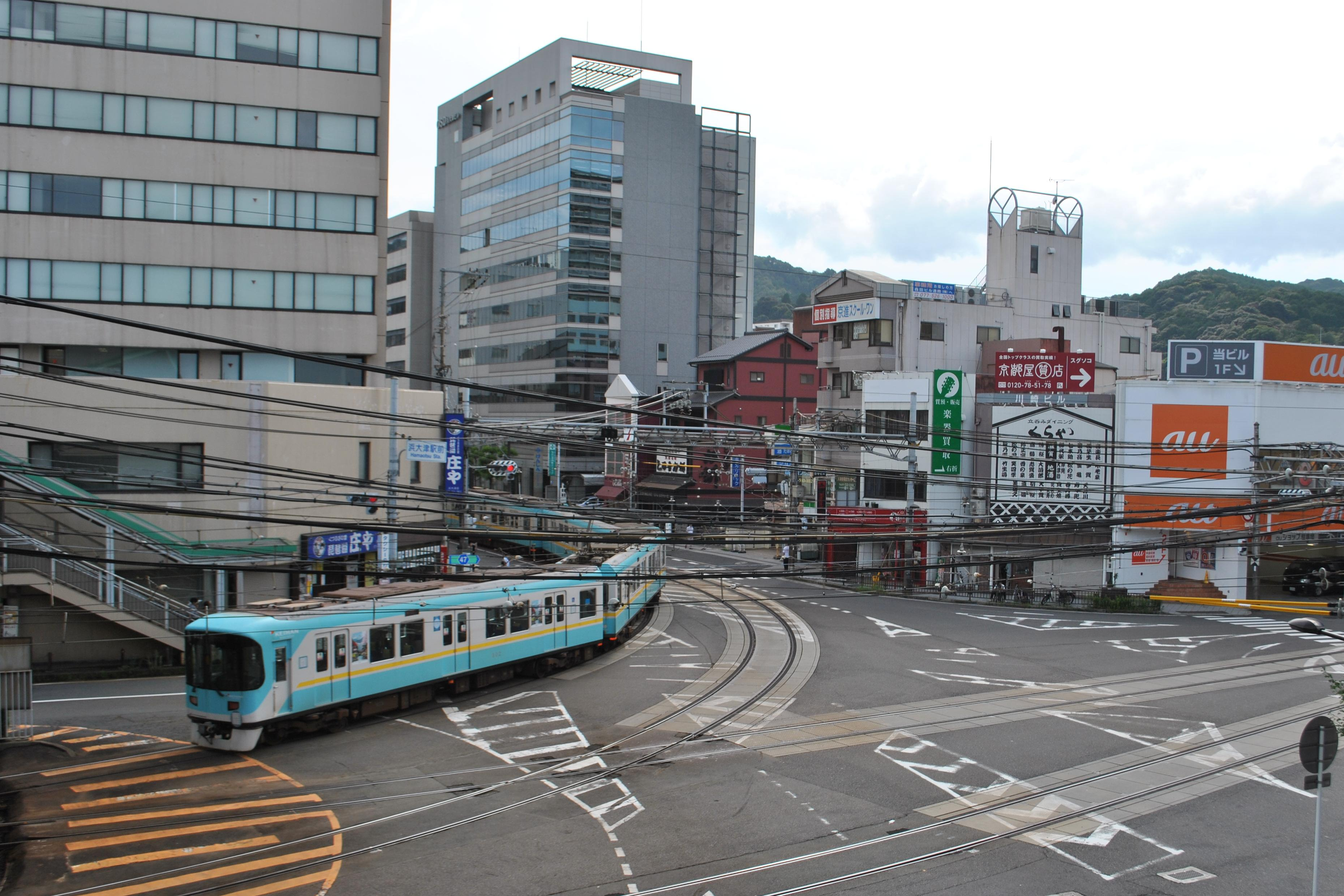
Typ-800-Zug bricht von Hama-Ōtsu nach Kyōto auf
Netzentwicklung (gesamtes Stadtgebiet; durchgezogen = Bestand, unterbrochen/punktiert = stillgelegt)